# Kirche von Fide

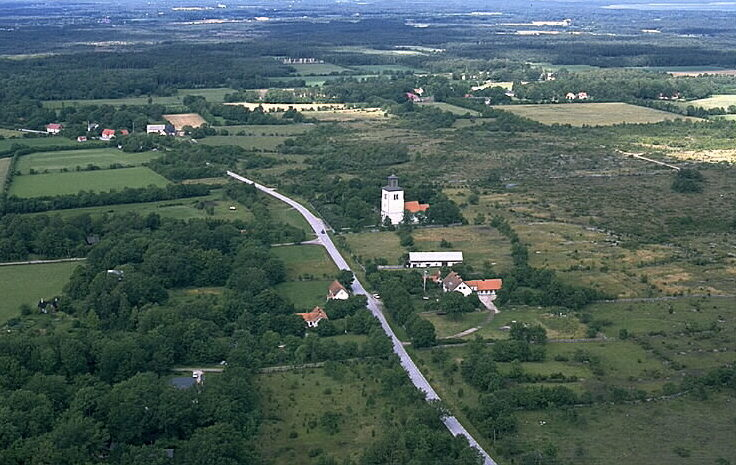
Kirche von Fide

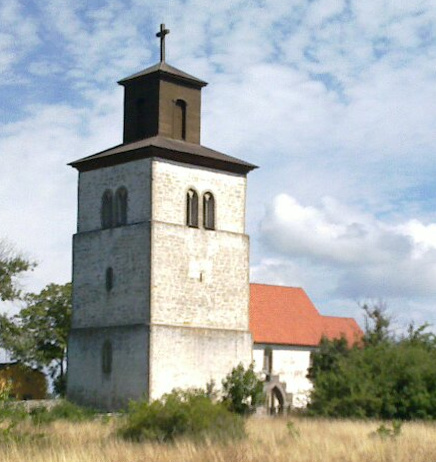
Kirche von Fide

Die Kirche von Fide (schwedisch Fide kyrka) ist eine Landkirche, die zur Kirchengemeinde (schwedisch församling) Fide gehört.

## Lage
Sie liegt im Süden der schwedischen Insel Gotland auf einer schmalen Landenge, die den südlichsten Teil der Insel mit dem Rest verbindet. Sie liegt 62 km südlich von Visby, 18 km südlich von Hemse und 5,5 km nördlich von Burgsvik. Vom Kirchturm aus kann man im Westen und im Osten das Meer sehen.

## Kirchengebäude und Kirchhof
Die Kirche ist aus Sandstein errichtet, wie viele der Kirchen im Süden von Gotland, und hat einen rauen Charakter. Sie besteht aus einem gerade abgeschlossenen Chor, einem breiteren und höheren Langhaus und einem sehr kräftigen Turm im Westen, der beträchtlich breiter ist als das Langhaus. Es gibt im Langhaus und im Chor Portale jeweils im Süden und im Turm im Norden. Die Kirche hat im Osten, Westen und Süden Fenster, nicht jedoch in der Nordwand. Der Chor und das Langhaus wurden wahrscheinlich zusammen in der ersten Hälfte des 13. Jahrhunderts und der Turm in der Mitte des 13. Jahrhunderts errichtet. Er hatte ursprünglich eine Giebelkrone in jeder Himmelsrichtung und wahrscheinlich eine hohe Spitze; aber er wurde 1826 abgesenkt und mit der heutigen stumpfen Laternenhaube versehen. Die Kirche hat im Süden romanische Portale mit einfachen Einfassungen; das Nordportal ist gotisch. Alle Fenster sind noch ursprünglich. Auf der nördlichen Außenseite des Langhauses befindet sich im Putz eine merkwürdige Schiffsritzung aus dem Mittelalter. Das Innere der Kirche hat eine gut erhaltene romanische Architektur.
Der Kirchhof hat noch viel von seinem mittelalterlichen Charakter bewahrt. Drei kleine Eingangstore mit Treppengiebeln sind im Norden und im Süden erhalten.

## Ausstattung
Die Kalkmalereien stammen vom Othemsmeister (Othemsmästare) aus dem 15. Jahrhundert. Zu Beginn des 13. Jahrhunderts wurde in den Mauerputz der Kirche ein Schiff geritzt. Dieses Hochseeschiff führt ein Heckruder, während man zuvor nur Seitenruder kannte.
Das große Triumphkreuz, das in der Form eines Ringkreuzes fast den Triumphbogen ausfüllt, stammt aus dem 13. Jahrhundert. Der Altar wurde im 15. Jahrhundert geschaffen. Die Kanzel wird auf das Jahr 1587 datiert und ist damit eine der ältesten auf Gotland. In der inneren Nische des Nordportals ist noch ein mittelalterliches Weihwasserbecken aus Kalkstein erhalten.